# Thierrens
Thierrens est une localité et une ancienne commune suisse du canton de Vaud. Citée dès 1004, elle fait partie du district de la Broye de 1803 à 2007, puis du district du Gros-de-Vaud depuis 2008. Elle fait partie de la commune de Montanaire depuis le 1er janvier 2013. Thierrens se situe dans la région du Gros-de-Vaud, entre les vallées de la Mentue et de la Broye.

## Histoire
Situé au carrefour des deux routes rejoignant Moudon à Yverdon-les-Bains d'une part et Échallens à Payerne d'autre part, le village de Thierrens est mentionné depuis l'an 1000 sous le nom de Teoderinco, un toponyme soit pré-celtique, soit burgonde. Dans le premier cas Teoderinco signifierait la source (-inco) de Teoder. Dans le deuxième cas la terminaison (-inco) signifierait l'appartenance à Teoder, Teoder étant soit un patronyme soit une divinité. L'église locale, dédiée à saint Martin et sous laquelle des sépultures du haut Moyen Âge ont été découvertes, est le centre d'une paroisse depuis 1228, lorsque le village passa des mains de la famille de Gruyère au chapitre de Lausanne ; elle sera reconstruite au XVIe siècle.
Envahi, comme l'ensemble du Pays de Vaud, par les troupes bernoises en 1536, le village est connu par l'« affaire de Thierrens » qui servira de prétexte à l'entrée des troupes françaises en Suisse le 28 janvier 1798. C'est en effet à Thierrens que deux hussards français, qui accompagnaient l'aide de camp du général Ménard, furent tués par des gardes locaux le 25 janvier de la même année.
Au XVIIIe siècle encore, les loups n'étaient pas rares dans la région.
La commune fusionne, le 1er janvier 2013, avec celles de Chaneaz, Chapelle-sur-Moudon, Correvon, Denezy, Martherenges, Neyruz-sur-Moudon, Peyres-Possens et Saint-Cierges pour former la nouvelle commune de Montanaire.

## Géographie
La surface totale de la commune de Thierrens représentait 874 hectares qui se décomposaient en : 57 ha de surfaces d'habitat et d'infrastructure, 620 ha de surfaces agricoles, 197 ha de surfaces boisées et enfin moins d'un hectare de surfaces improductives (lacs et cours d'eau par exemple). Dans le détail en 2005, les aires industrielles et artisanales représentent 0,34 % du territoire communal, les maisons et bâtiments 2,75 %, les routes et infrastructures de transport 2,86 %, les zones agricoles 62,47 % et les zones arboricoles et viticoles moins de 1 %[réf. nécessaire].
Jusqu'à sa dissolution, la commune faisait partie du district de Moudon. Depuis le 1er septembre 2008, elle fait partie du nouveau district du Gros-de-Vaud. Elle a des frontières communes avec Denezy, Neyruz-sur-Moudon, Saint-Cierges, Ogens et Correvon dans le canton de Vaud, ainsi qu'avec l'enclave fribourgeoise de Vuissens.
Thierrens se trouve sur le plateau suisse, dans la région du Gros-de-Vaud, entre la Mentue et la vallée de la Broye à une altitude moyenne de 780 mètres qui marque la séparation entre les deux rivières. Au nord de l'ancienne commune se trouve le bois de la Rigne, au sud les collines boisées de La Commounaille et de Vusery qui, avec 855 mètres, représente le point culminant. À l'ouest, le territoire communal s'étendait jusqu'au bord de l'Augine (affluent de la Mentue) alors qu'à l'est, la frontière était marquée successivement par la Cerjaule, le bois des Tailles, la Lembe et les forêts de Chalembert et Pessounet.
Outre le village de Thierrens, la commune comptait également plusieurs exploitations agricoles dispersées sur le plateau.

## Démographie
Selon l'Office fédéral de la statistique, Thierrens compte 713 habitants en 2010. Sa densité de population atteint 82 hab./km2.
En 2000, la population de Thierrens est composée de 293 hommes (50,6 %) et 286 femmes (49,4 %). Il y a 515 personnes suisses (87,3 %) et 75 personnes étrangères (12,7 %). La langue la plus parlée est le français, avec 545 personnes (92,4 %). La deuxième langue est le portugais (22 ou 3,7 %). Sur le plan religieux, la communauté protestante est la plus importante avec 346 personnes (58,6 %), suivie des catholiques (122 ou 20,7 %). 82 personnes (13,9 %) n'ont aucune appartenance religieuse.
La population de Thierrens est de 720 personnes en 1850, puis de 654 personnes dix ans plus tard et de 685 personnes vingt ans plus tard. Le nombre d'habitants baisse ensuite progressivement jusqu'à 375 en 1970. Il remonte depuis et atteint 679 en 2010. Le graphique suivant résume l'évolution de la population de Thierrens entre 1850 et 2010 :

## Transports
Thierrens fait partie de la communauté tarifaire vaudoise Mobilis. C'est le départ de quatre lignes de bus de CarPostal, et une ligne traverse la commune. Thierrens est le départ des lignes vers Échallens, Donneloye par Bercher, Épalinges et Payerne. La ligne reliant Yverdon-les-Bains à Moudon traverse la commune. Thierrens est également desservi par les bus sur appel Publicar, qui sont aussi un service de CarPostal.

## Politique
Lors des élections fédérales suisses de 2011, la commune a voté à 35,21 % pour le Parti libéral-radical. Les deux partis suivants furent l'Union démocratique du centre avec 19,64 % des suffrages et le Parti socialiste suisse avec 19,15 %.		
Lors des élections cantonales au Grand Conseil de mars 2011, les habitants de la commune ont voté pour l'Union démocratique du centre à 30,56 %, l'Alliance du centre à 19,92 %, le Parti socialiste à 19,15 %, le Parti libéral-radical à 16,25 % et les Verts à 14,12 %.	
Sur le plan communal, Thierrens était dirigé par une municipalité formée de 5 membres et dirigée par un syndic pour l'exécutif et un Conseil communal, composé de 30 élus, dirigé par un président et secondé par un secrétaire, pour le législatif.

## Monuments

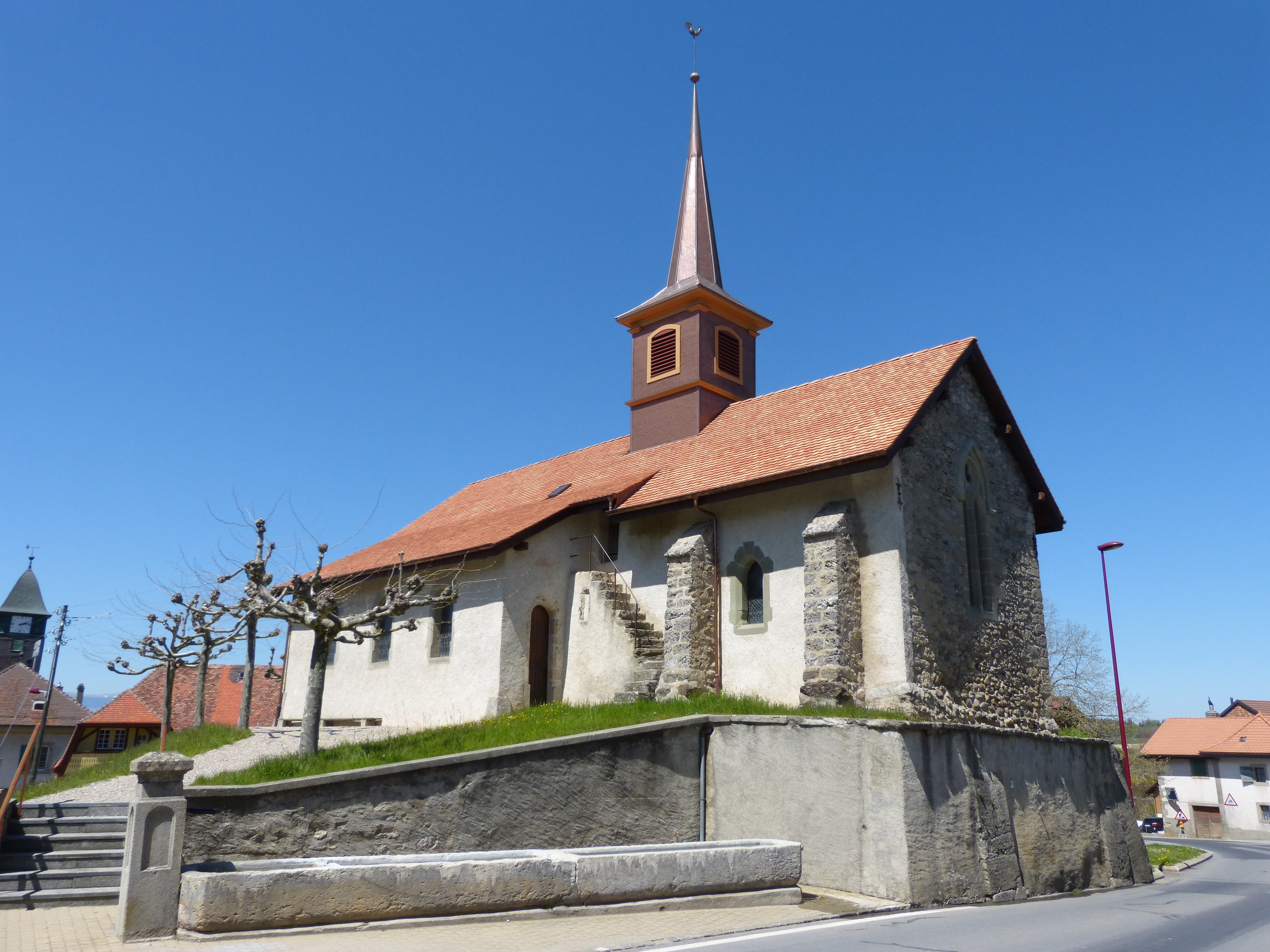
Vue du temple de Thierrens.

Le temple et la cure du village de Thierrens sont inscrits comme biens culturels d'importance régionale dans la liste cantonale dressée en 2009. Sa voûte est ornée d'une très ancienne représentation du Christ entourée des quatre êtres vivants : le lion, le taureau, l'homme et l'aigle.

## Vie locale
Le village de Thierrens possède de nombreuses associations parmi lesquelles un chœur mixte, une jeunesse et différentes sociétés sportives dont un club de football, le FC Thierrens, le Badminton Club Thierrens (BCT).